# Acaulopage ceratospora
Acaulopage ceratospora är en svampart som beskrevs av Drechsler 1935. Acaulopage ceratospora ingår i släktet Acaulopage och familjen Zoopagaceae.   Inga underarter finns listade i Catalogue of Life.